# 逆ギレ・アウチ!!
『逆ギレ・アウチ!!』（ぎゃくギレ・アウチ）は、RED SPIDERのミックスCD。

## 内容
前作『大爆走エンジェル』から約3年ぶり、ユニバーサルミュージックからは初アルバムとなる。2CD+DVD盤と2CD盤の2形態リリース。DVDは「緊急事態 –ONE SOUND DANCE- 2012.10.26@大阪城ホール」から4曲を収録。
トラックは全曲JUNIORがプロデュースしており、日本のレゲエシンガーやラッパーらが参加。また「Intro」と「INTERLUDE」には、人気声優がナレーションとして参加している。

## チャート成績
2013年7月1日付のオリコンチャートで6位に初登場、自身初のトップ10入りを果たした。

## 収録曲

### CD1
1. Intro 〜立ち上がるのだ!〜 
  - 銀河万丈が機動戦士ガンダムのギレン・ザビの声でナレーションを担当している。
2. MINMI, BES, NG HEAD, KENTY GROSS, BOOGIE MAN, SHINGO★西成 / HANDS UP
3. INTERLUDE 〜フッ飛べ〜
  - 中尾隆聖がドラゴンボールZのフリーザの声でナレーションを担当している。
4. KENTY GROSS & BES / 天気晴朗
5. HAN-KUN & NATURAL WEAPON / MURDERER
6. BOOGIE MAN & VADER & ARM STRONG (ラガラボMUSIQ) / SPIDER ROAD
7. TAKAFIN / WARNING
8. SILVER KING / ATTENTION
9. APOLLO & HISATOMI / HATER
10. NG HEAD, CHEHON, KENTY GROSS, VADER, ARM STRONG / スパイダーのテーマ
11. INTERLUDE 〜ジュ〜ニア〜
  - 玄田哲章がドカベンの岩鬼正美の声でナレーションを担当している。
12. SHINGO★西成 / YABAI
13. KENTY GROSS / 8484884
14. ENT DEAL LEAGUE / RED
15. DIZZLE / UNO READY
16. 隼Q & ARM STRONG / SHAKE IT
17. AKANE & NATURAL WEAPON / EAST & WEST
18. BES & NG HEAD / SPIDER INNA DANCEHALL
  - 小原乃梨子がヤッターマンのドロンジョの声でナレーションを担当している。
19. TAK-Z & NG HEAD / サスライSPIDER
20. JUMBO MAATCH / アホみてぇ!~GUESS WHAT~
21. KENTY GROSS feat. 般若 / プー太郎SEX禁止令
22. INTERLUDE 〜心の友〜
  - たてかべ和也がドラえもんのジャイアンの声でナレーションを担当している。
23. CHEHON, NATURAL WEAPON, TAK-Z, BIG BEAR, ARM STRONG / EMERGENCY
24. J-REXXX / カス!
25. 446 & KENTY GROSS / BPN
26. MUNEHIRO & NG HEAD / ROUGH & TOUGH
27. 寿君 & NEO HERO / 音をくれ!
28. TRIGA FINGA / I NEED LADY
29. BES feat. SIMON / 愛に狂う
30. 湘南乃風 / Born to be WILD
31. INTERLUDE 〜イベリコ連合解散?〜
32. BIG BEAR & SHINGO★西成 / FROM KANSAI
33. CHEHON feat. ANARCHY / Yellow Badman Ⅱ
34. BES, MUNEHIRO, SHOCK EYE, KENTY GROSS / ヒートアップップ

### CD2
1. Intro 〜ア・ゲ・ル〜
  - 増山江威子がルパン三世の峰不二子の声でナレーションを担当している。
2. MINMI, KENTY GROSS, ARM STRONG, BES / Pan pan Papan
  - iTunesレゲエチャートで1位を獲得している。
3. INTERLUDE 〜浮気ばっかりして〜
  - 平野文がうる星やつらのラムの声でナレーションを担当している。
4. MINMI & BES / 大変だ!
5. BOXER KID & PETER MAN / 会いにいく
6. MUNEHIRO & KENTY GROSS / SPIDER NIGHT
7. BES / Love & Ambition
8. PETER MAN / SPIDER物語
9. RAM HEAD / やってやんぜSPIDER
10. EXPRESS / くもの唄
11. KURTIS FLY / お風呂part3
12. INTERLUDE 〜スッパイダ〜
  - 玄田哲章がDr.スランプのスッパマンの声でナレーションを担当している。
13. MUNEHIRO & NATURAL WEAPON / Spider in Carnival
14. Prof.CHINNEN / なんのこと?
15. J.T.C / S.P.I.D.E.R サマー
16. BES / 明日に向かって
17. TAK-Z / 彼岸花
18. CHEHON / 勿体ない
19. mai from BAGDAD CAFE THE trench town / EVERYTIME
20. KIRA / RED SPIDERの魔法
21. BES feat. JAY'ED / 宝物
22. J-REXXX / SPIDER M.U.S.I.C
23. 導楽 / LIFE
24. HAN-KUN, SHINGO★西成, NG HEAD / WHERE IS LOVE

### DVD
1. Pan pan Papan Music Video
2. 緊急事態 (RED SPIDER 緊急事態 –ONE SOUND DANCE- 2012.10.26@大阪城ホール)
3. 天気晴朗 (RED SPIDER 緊急事態 –ONE SOUND DANCE- 2012.10.26@大阪城ホール)
4. 結婚おめでとう (RED SPIDER 緊急事態 –ONE SOUND DANCE- 2012.10.26@大阪城ホール)
5. ラララ ~愛のうた~ (RED SPIDER 緊急事態 –ONE SOUND DANCE- 2012.10.26@大阪城ホール)